# Інішмаан
Інішмаан (ірл. Inis Meáin, офіційна назва; раніше Inis Meadhóin, «середній острів») —  середній з трьох Аранських островів у затоці Голвей біля західного узбережжя Ірландії. Належить до графства Голвей провінції Коннахт. Населення острова — близько 160 осіб. Острів переважно ірландськомовний, хоча чимало мешканців знають англійську, і є частиною Гелтахт.